# Luis Cruz Martos
Luis Cruz Martos (nacido en Macael, Almería, España, el 16 de abril de 1975) es un entrenador de fútbol sala. Actualmente, su equipo es el ENFAF Juvenil Femenino de fútbol sala que juega en División de Honor Catalana.

## Biografía
Vivé en Andorra con sus padres desde los cuatro años de edad. Tiene dos hijos llamados: Iker Cruz Pascual y María Cruz Pascual. Comenzó a jugar fútbol sala, después lo dejó para jugar al baloncesto en el BC. Andorra, llegando a jugar en varias finales de los campeonatos de Cataluña y una de las finales para el campeonato de España, que se celebró en Playa de Aro.
Después de haber abandonado el baloncesto para jugar al Rugby en el V.P.C Andorra jugando con la selección de Andorra. Llegó a jugar la Copa del Mundo Júnior de Rugby en Rumanía en 1995. Este deporte marcó mucho a Luis y usa esa filosofía con los equipos que entrena, intentando que todos sus equipos sean grupos fuertes y llenos de compromiso y confianza.
Por incompatibilidad de horarios dejó el Rugby y empezó a jugar a fútbol sala con los compañeros de trabajo de portero. Ese equipo al final se convirtió en el F.C. Madriu.

### Trayectoria como entrenador
Su primer club ha sido el F.C. Madriu cogiéndolo a mitad de la temporada 2004/2005. Con este Club obtuvo sus mejores resultados, siendo campeón de Andorra y participando en 2 rondas de la UEFA FUTSAL CUP.
Después estuvo en el CE Sant Julià 3 años, donde consiguió un segundo puesto, un ascenso a División de Honor Catalana y un cuarto puesto en su última temporada.
Estuvo en el FS. La Massana como entrenador del primer equipo, Coordinador y Director deportivo de La base del Club, fue campeón de segunda división y logró el ascenso. En primera división quedó en 2.ª posición en su mejor temporada.
También estuvo como entrenador del FC. Encamp que milita en la primera división de Andorra, donde conquistó 1 Supercopa de Andorra y 3 ligas, y a llevado el equipo en la CHAMPIONS LEAGUE DE FUTBOL SALA que se disputó en agosto del 2016 (Andorra), en agosto de 2017 (Suecia) y del 2018 (Austria). 
Actualmente es el Entrenador del ENFAF Juvenil Femenino de fútbol sala que milita en División de Honor de Cataluña. Logrando la permanencia en la temporada 2021-2022. En la temporada 2022-2023, lograron llegar a la Final de Copa Cataluña. Siendo subcampeonas de Cataluña.
En diciembre de 2014, 2015, 2016, 2017 y 2018 es nombrado mejor entrenador de fútbol sala de Andorra.
A finales de la temporada 2014/2015 es nombrado seleccionador de Andorra de fútbol sala, categoría Cadete (U16). En 2019 pasa a ser seleccionador de la U16 Femenina, y de la Selección Alevín Femenina. En 2021 entra a formar parte como segundo entrenador de la sub-19 y la selección absoluta de Andorra, clasificándose para la Ronda Principal como campeones de Grupo en el Pre-Europeo de San Marino.

### Participaciones Liga
| Liga                             | Club           | País    | Resultado                                             |
| -------------------------------- | -------------- | ------- | ----------------------------------------------------- |
| 2.ª división (2004/2005)         | F.C. Madriu    | Andorra | 5.ª posición                                          |
| 2.ª división (2005/2006)         | F.C. Madriu    | Andorra | Campeón, ascenso a la primera división                |
| 1.ª división (2006/2007)         | F.C. Madriu    | Andorra | Subcampeón de liga; Subcampeón Copa de Andorra        |
| 1.ª división (2007/2008)         | F.C. Madriu    | Andorra | Campeón de la Supercopa                               |
| 1.ª división (2007/2008)         | F.C. Madriu    | Andorra | Campeón de liga                                       |
| 1.ª división (2007/2008)         | F.C. Madriu    | Andorra | Campeón Copa Canut                                    |
| 1.ª división (2008/2009)         | F.C. Madriu    | Andorra | Campeón de la Supercopa                               |
| 1.ª división (2008/2009)         | F.C. Madriu    | Andorra | Campeón de liga                                       |
| 1.ª división (2008/2009)         | F.C. Madriu    | Andorra | Campeón Copa Canut                                    |
| Preferente Catalana (2009/2010)  | CE. Sant Julià | España  | 2.ª posición                                          |
| Preferente Catalana (2010/2011)  | CE. Sant Julià | España  | Campeón de Liga, ascenso a División de Honor Catalana |
| Territorial Catalana (2011/2012) | CE. Sant Julià | España  | 4.ª posición                                          |
| 2.º División (2012/2013)         | FS. La Massana | Andorra | Campeón de liga                                       |
| 1.ª división (2013/2014)         | FS. La Massana | Andorra | 6.ª posición                                          |
| 1.ª división (2014/2015)         | FS. La Massana | Andorra | 2.ª posición                                          |
| 1.ª división (2015/2016)         | FS. La Massana | Andorra | 4.ª posición                                          |
| 1.ª división (2016/2017)         | FC. Encamp     | Andorra | Campeón de la Supercopa                               |
| 1.ª división (2016/2017)         | FC. Encamp     | Andorra | Campeón de Liga                                       |
| 1.ª división (2017/2018)         | FC. Encamp     | Andorra | Campeón de Liga                                       |
| 1.ª división (2018/2019)         | FC. Encamp     | Andorra | Campeón de Liga                                       |

## Clubes
| Club | País    | Temporada |
| --- | ------- | --------- |
| F.C. Madriu | Andorra | 2004/2005 |
| F.C. Madriu | Andorra | 2005/2006 |
| F.C. Madriu | Andorra | 2006/2007 |
| F.C. Madriu | Andorra | 2007/2008 |
| F.C. Madriu | Andorra | 2008/2009 |
| CE Sant Julià                                                                                                   | España  | 2009/2010 |
| CE Sant Julià                                                                                                   | España  | 2010/2011 |
| CE Sant Julià                                                                                                   | España  | 2011/2012 |
| FS. La Massana                                                                                                  | Andorra | 2012/2013 |
| FS. La Massana                                                                                                  | Andorra | 2013/2014 |
| FS. La Massana                                                                                                  | Andorra | 2014/2015 |
| Selección Cadete Fútbol Sala                                                                                    | Andorra | 2014/2015 |
| FS. La Massana y Selección Sub-16 Fútbol Sala                                                                   | Andorra | 2015/2016 |
| FC. Encamp y Selección Sub16 Fútbol Sala                                                                        | Andorra | 2016/2017 |
| FC. Encamp y Selección Sub-16 Fútbol Sala                                                                       | Andorra | 2017/2018 |
| ENFAF Femenino Base y Selección Sub-16 Fútbol Sala                                                              | España  | 2017/2018 |
| FC. Encamp y Selección Sub-16 Fútbol Sala                                                                       | Andorra | 2018/2019 |
| ENFAF Infantil Femenino y Selección Sub-16 Fútbol Sala                                                          | España  | 2018/2019 |
| ENFAF Cadete Femenino - Selección Sub-16 y Sub-12 Femenina Fútbol Sala                                          | España  | 2019/2020 |
| ENFAF Cadete Femenino - Selección Sub-16 y Sub-12 Femenina Fútbol Sala                                          | España  | 2020/2021 |
| ENFAF Juvenil Femenino - Selección Sub-16 y Sub-12 Femenina Fútbol Sala y Selección Sub-19 y Absoluta Masculina | España  | 2021/2022 |

## Palmarés

### Títulos nacionales
| Título                          | Club                  | País    | Temporada             |
| ------------------------------- | --------------------- | ------- | --------------------- |
| Campeón 2.ª                     | F.C. Madriu           | Andorra | 2005/2006             |
| Supercopa de Andorra            | F.C. Madriu           | Andorra | 2007/2008 - 2008/2009 |
| Campeón 1.ª división            | F.C. Madriu           | Andorra | 2007/2008 - 2008/2009 |
| Campeón Copa Canut              | F.C. Madriu           | Andorra | 2007/2008 - 2008/2009 |
| Campeón Liga Preferent Catalana | CE Sant Julià         | España  | 2010/2011             |
| Campeón 2.ª                     | FS. La Massana        | Andorra | 2012/2013             |
| Mejor entrenador de fútbol sala | FS. La Massana        | Andorra | 2014                  |
| Mejor entrenador de fútbol sala | FS. La Massana        | Andorra | 2015                  |
| Supercopa d'Andorra             | FC. Encamp            | Andorra | 2016/2017             |
| Mejor entrenador de fútbol sala | FS. La Massana        | Andorra | 2016                  |
| Campeón 1.ª división            | FC. Encamp            | Andorra | 2016/2017             |
| Mejor entrenador de fútbol sala | FC. Encamp            | Andorra | 2017                  |
| Campeón 1.ª división            | FC. Encamp            | Andorra | 2017/2018             |
| Mejor entrenador de fútbol sala | FC. Encamp            | Andorra | 2018                  |
| Campeón 1.ª división            | FC. Encamp            | Andorra | 2018/2019             |
| Campeón Grupo 5 cadete femenino | ENFAF Cadete Femenino | España  | 2020/2021             |

### Participaciones Europeas
| Competición       | Club              | País                       | Temporada | Grupo   | Resultados                                                                                   |
| ----------------- | ----------------- | -------------------------- | --------- | ------- | -------------------------------------------------------------------------------------------- |
| UEFA Futsal Cup   | F.C. Madriu       | Graz (Austria)             | 2008–2009 | Grupo B | FC Graz 4 -1 FC Madriu Nikars Riga 2 - 1 FC Madriu Seefeld Zurich 2 - 1 FC Madriu            |
| UEFA Futsal Cup   | F.C. Madriu       | Kaunas (Lituania)          | 2009–2010 | Grupo E | Kaunas 4 - 1 Madriu White Eagle 1 - 1 FC Madriu Tirana 4 - 2 Madriu                          |
| UEFA Futsal Cup   | FC. Encamp        | Andorra la Vieja (Andorra) | 2016–2017 | Grupo H | FC. Encamp 1 - 2 Tel Aviv FC. Encamp 0 - 12 FC Feniks FC. Encamp 2 - 6 Oxford                |
| UEFA Futsal Cup   | FC Encamp         | Uddevalla (Suecia)         | 2017–2018 | Grupo D | FC Encamp 1 - 4 IFK Uddevalla FC. Encamp 0 - 5 Regensburg FC Encamp 1 - 1 Tre Fiori          |
| UEFA Futsal Cup   | FC Encamp         | Wiener Neustadt (Austria)  | 2018–2019 | Grupo B | FC Encamp 1 - 2 Sandefjord FC. Encamp 4 - 8 Allstars Wiener FC Encamp 0 - 9 Kampuksen Dynamo |
| PRE-EUROPEU SUB19 | SELECCION ANDORRA | San Marino                 | 2021–2022 | Grupo A | Andorra 3 - 2 Gales Andorra 4 - 1 Estonia Andorra 7 - 1 San Marino                           |
| PRE-MUNDIAL       | SELECCION ANDORRA | Karlskrona (Suecia)        | 2021–2022 | Grupo E | Andorra 2 - 3 Albania Andorra 2 - 6 Suecia Austria 1 - 5 Andorra                             |